# 노이스
노이스(독일어: Neuss)는 독일 서부 노르트라인베스트팔렌주에 있는 도시이다. 인구 152,625(2005).
라인강 연안에 위치한다. 강 건너편에는 뒤셀도르프가 있다. 예로부터 라인 강 연안의 교역지로 알려진 오래 된 도시이다. 고대 로마 시절 노바이시움(라틴어: Novaesium)라는 이름으로 건설되었고, 기원후 1세기에 거주지가 형성되었다. 노바이시움은 트리어·아우크스부르크와 함께 독일에서 가장 오래 된 로마인의 정착지로 손꼽힌다. 1138년 문헌에 처음 언급되었고, 중세 시대에 라인 강을 건너는 요충지로 발전하였다. 1474년 ~ 1475년, 부르고뉴 공작 샤를 1세의 공격을 받았으나 이를 물리쳤다. 이 일로 신성 로마 제국 황제 프리드리히 3세로부터 치하를 받고 특권을 누렸다. 그러나 1586년 외부 침입으로 크게 파괴되었고, 17세기 ~ 18세기 사이 프랑스의 루이 14세 시대 때 여러 전쟁에 관계된 이후 쇠퇴하였다. 18세기 후반 ~ 19세기 초반, 나폴레옹 시대 때 프랑스에 속했다가 1816년 프로이센 왕국에 넘어갔다. 이후 항구의 확장과 철도 개설로 다시 발전하였다.